# Серая неясыть
Се́рая нея́сыть, или обыкнове́нная нея́сыть (лат. Strix aluco) — птица средней величины из семейства совиных, распространённая на большей части территории Европы, а также в Центральной Азии.

## Распространение
Серая неясыть населяет лиственные и смешанные леса Палеарктики. Её ареал простирается от Средиземноморья до южных краёв тайги. В Восточной Азии серая неясыть обживает отдельный крупный ареал со схожими климатическими условиями.
Несмотря на то, что серая неясыть предпочитает старые лиственные и смешанные леса, она часто встречается и в хвойных лесах, а также в лесных хозяйствах. Благодаря умению приспосабливаться, серая неясыть может проникать даже в городские пространства (парки и сады).

## Внешний вид

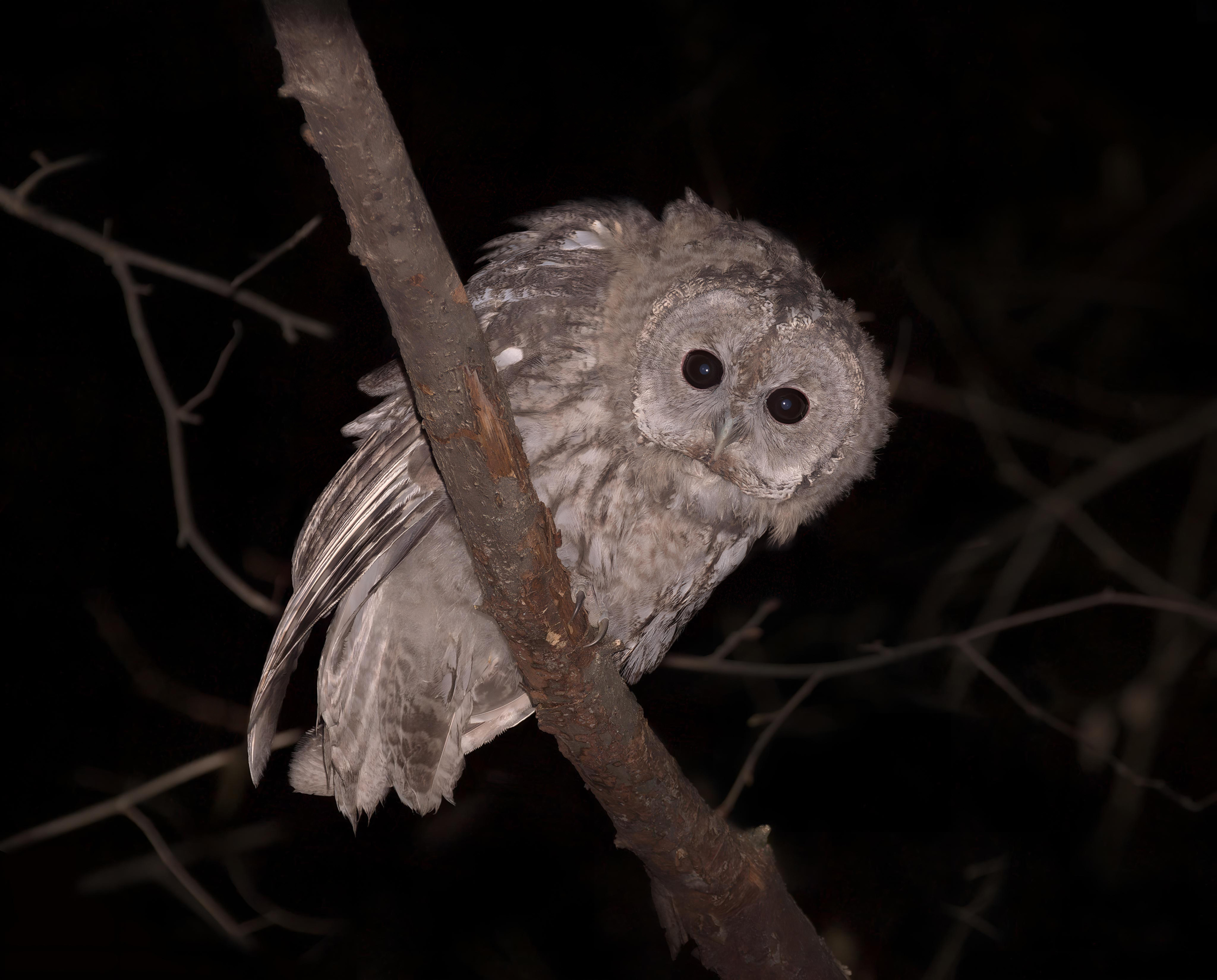
Совёнок серой неясыти, Фили

Серая неясыть достигает величины до 38 см и весит от 400 до 640 г, то есть немного крупнее вороны. У неё тёмные глаза и круглая голова, которой она может вертеть на 270°. Перьевые пучки отсутствуют. Оперение окрашено в маскировочный серый цвет, или цвет древесной коры, а крылья по сравнению с другими видами сов скорее короткие, широкие и округлённые. Самка намного крупнее самца, на 5 % длиннее и более чем на 25 % тяжелее.

## Питание
Рацион серой неясыти, в основном, состоит из лесных грызунов, но также и других млекопитающих размером с молодого кролика, а также птиц (величиной до грача), дождевых червей и жуков. Добычу обычно проглатывают целиком, а неперевариваемые части отрыгивают в виде погадки.

## Размножение
Обычно гнездится в дупле на дереве с февраля по апрель, редко до середины марта. Кладка состоит из двух или трёх яиц. Инкубационный период — 30 дней. Яйца — белые глянцевые, имеют размер 48 мм × 39 мм и вес — 39,0 грамм.

## Издаваемые звуки
Типичный крик серой неясыти — это издаваемое самцом длинное трехчастное завывание Хуу — у -уухуухууу-уу, слышное преимущественно в периоды спаривания и осенью. Самка издаёт резкий короткий звук кьюит. Для птенцов характерен сиплый звук пси-ип, которым они просят родителей дать им пищу.
- Крики самки

## Систематика
Выделяют 7 подвидов серой неясыти:
- Strix aluco aluco Linnaeus, 1758: Центральная Европа
- Strix aluco biddulphi (Scully, 1881) : Пакистан и северо-западная Индия
- Strix aluco aluco Zarudnyi, 1911: Казахстан, Узбекистан, Кыргыстан
- Strix aluco sanctinicolai (Zarudnyi, 1905): Ирак
- Strix aluco sibiriae Dementiev, 1934: Урал и Западная Сибирь
- Strix aluco sylvatica Shaw, 1809: Британские острова, Франция, Пиренейский полуостров
- Strix aluco willkonskii (Menzbier, 1896): Кавказ и север Ирана

## Галерея

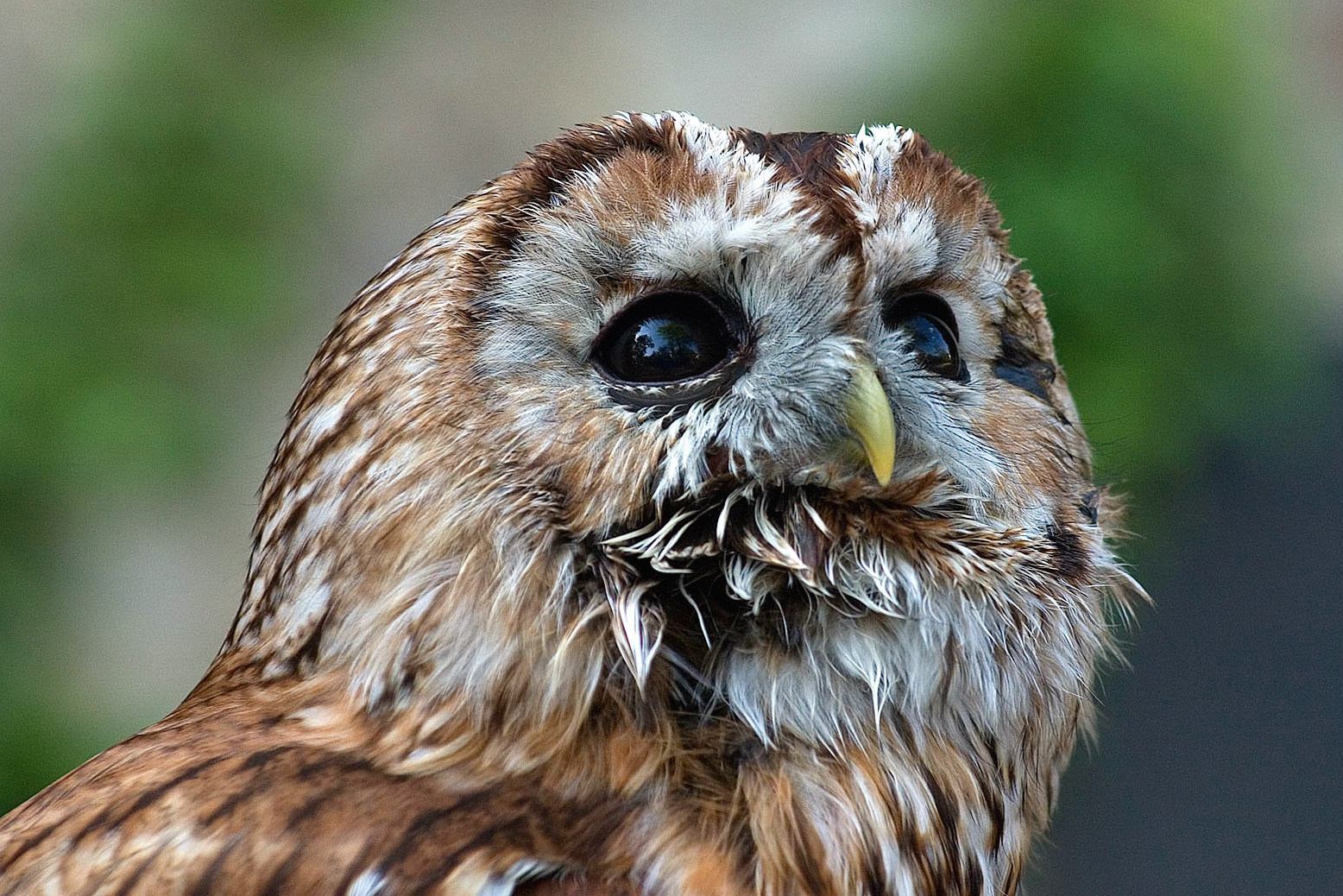
Голова
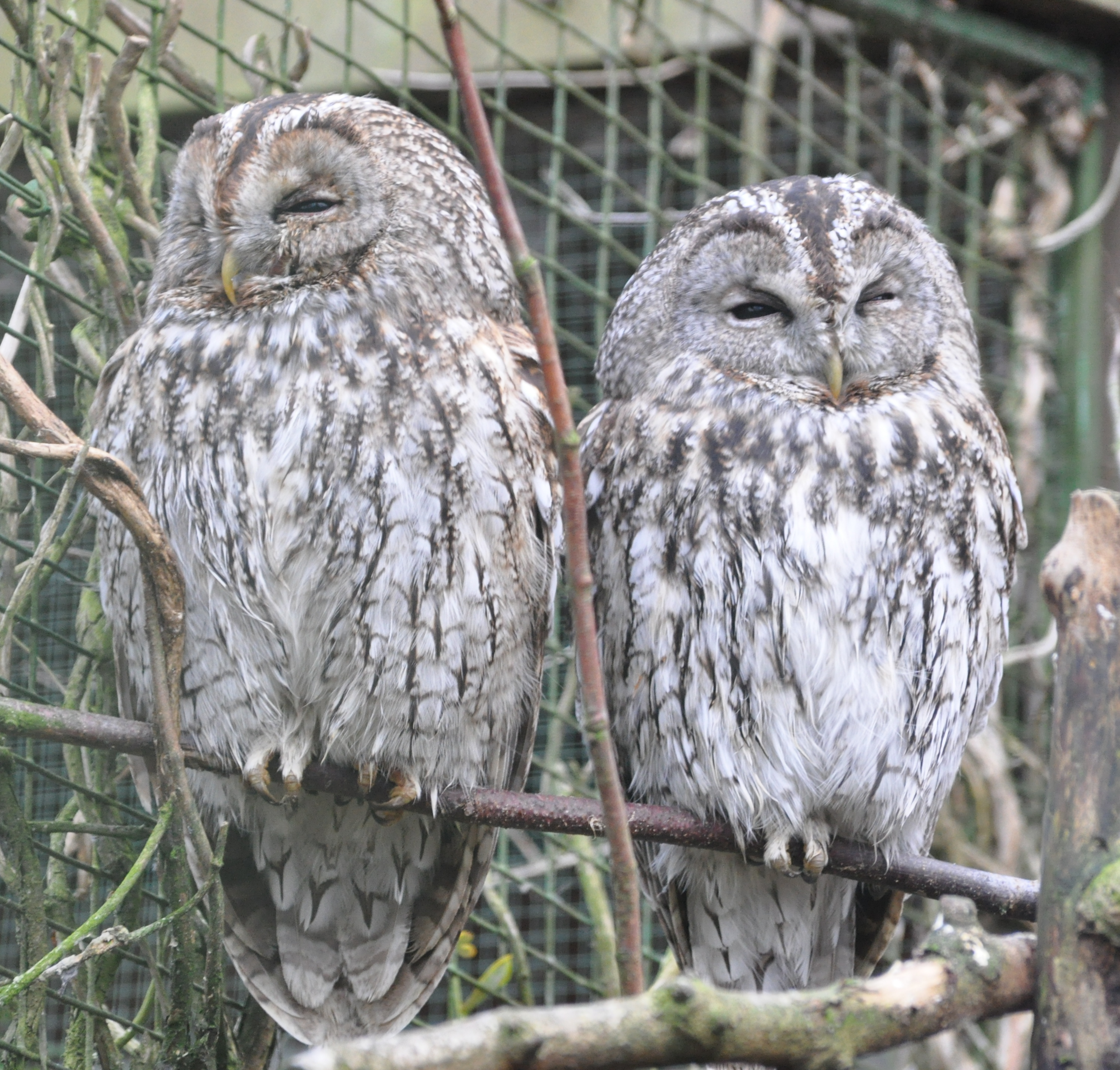
Самец и самка
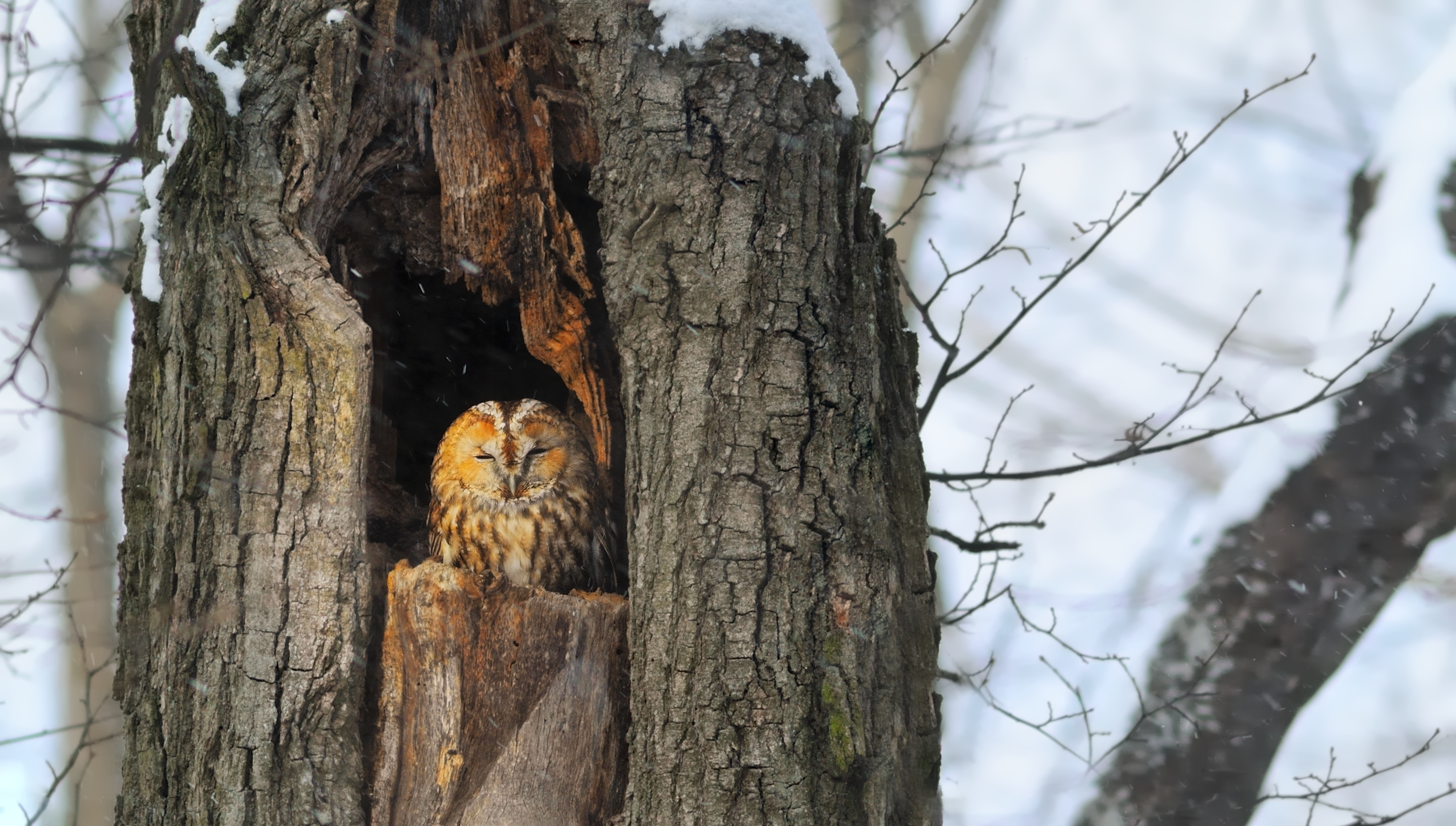
Серая неясыть в дупле
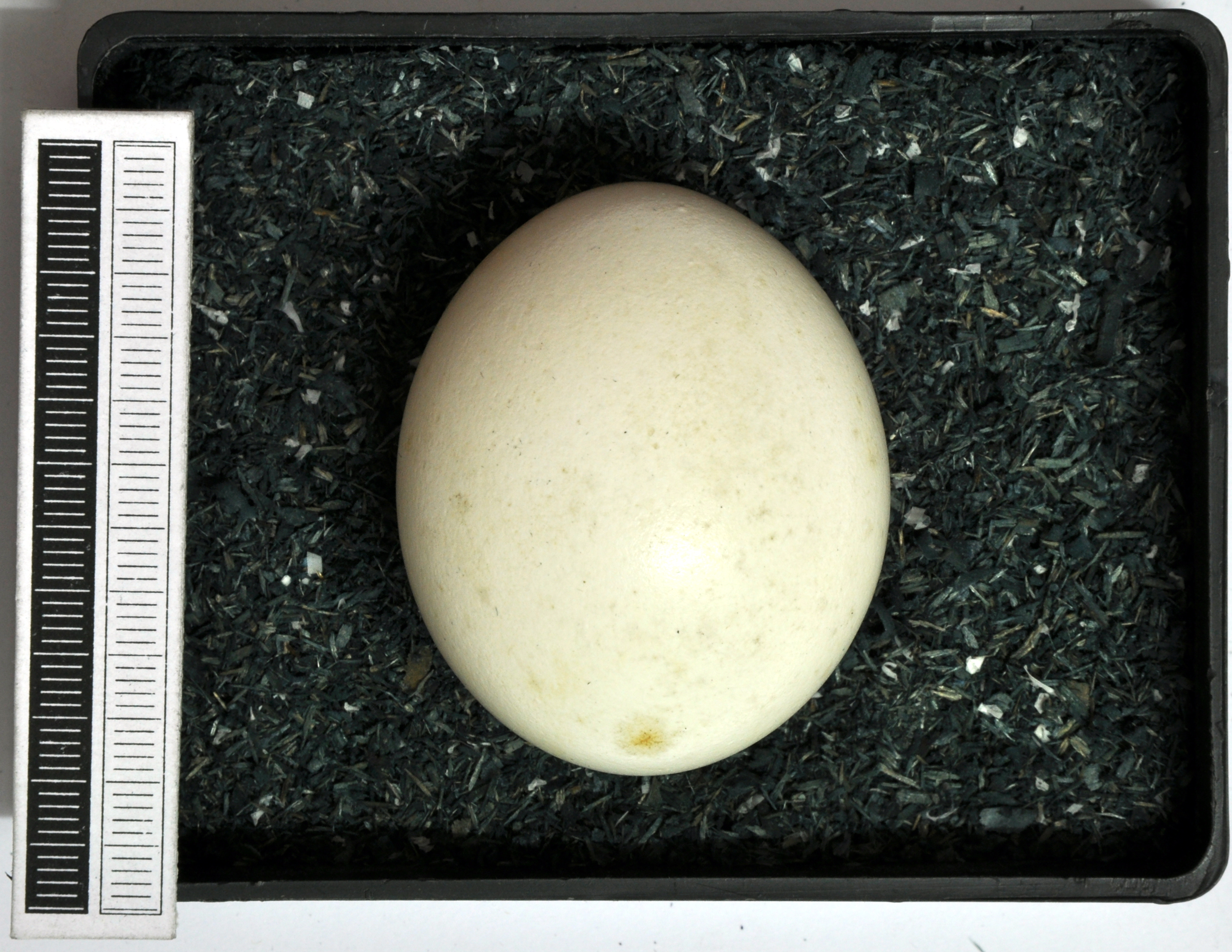
Яйцо серой неясыти в музее
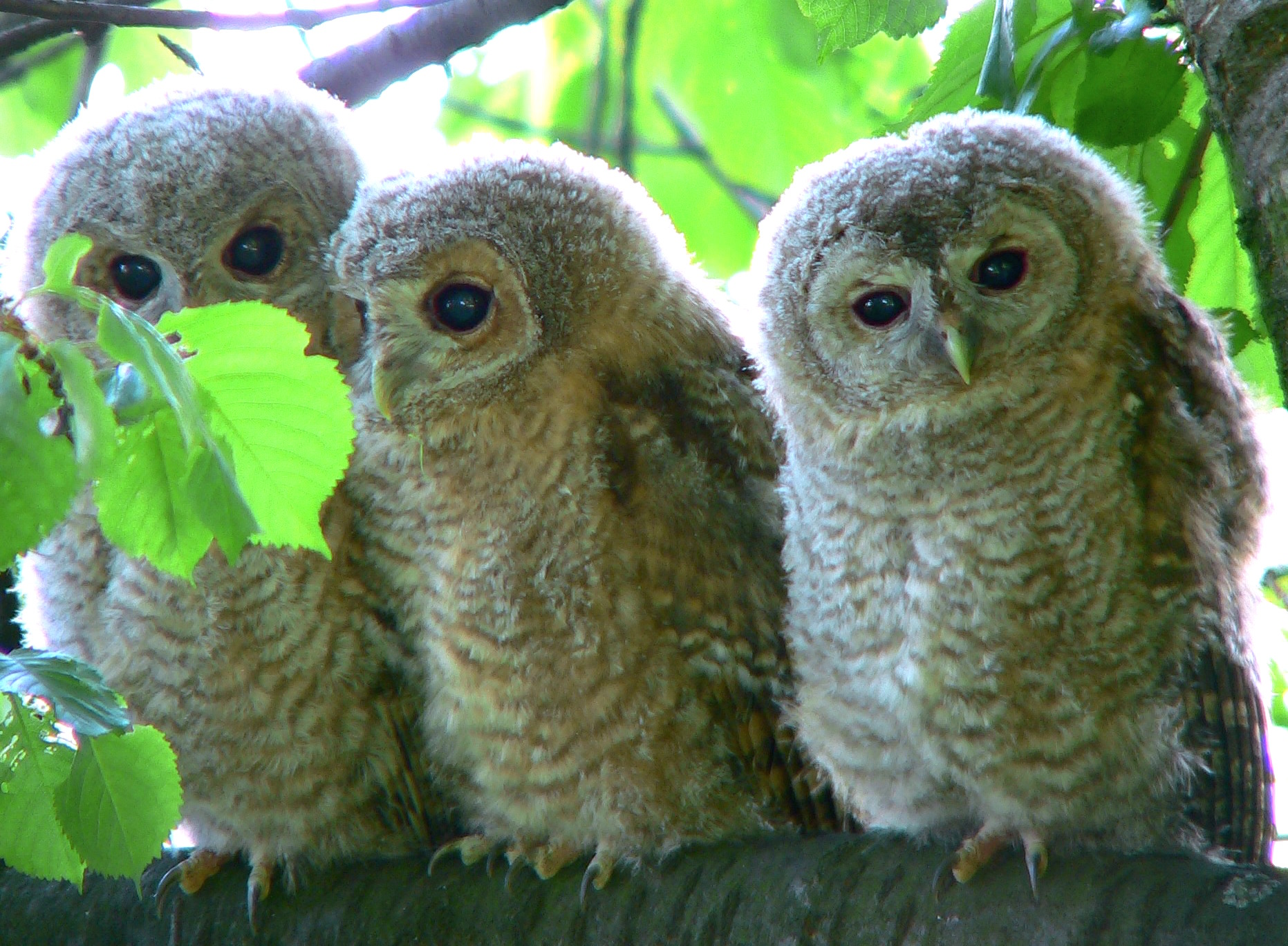
Три молодые птицы
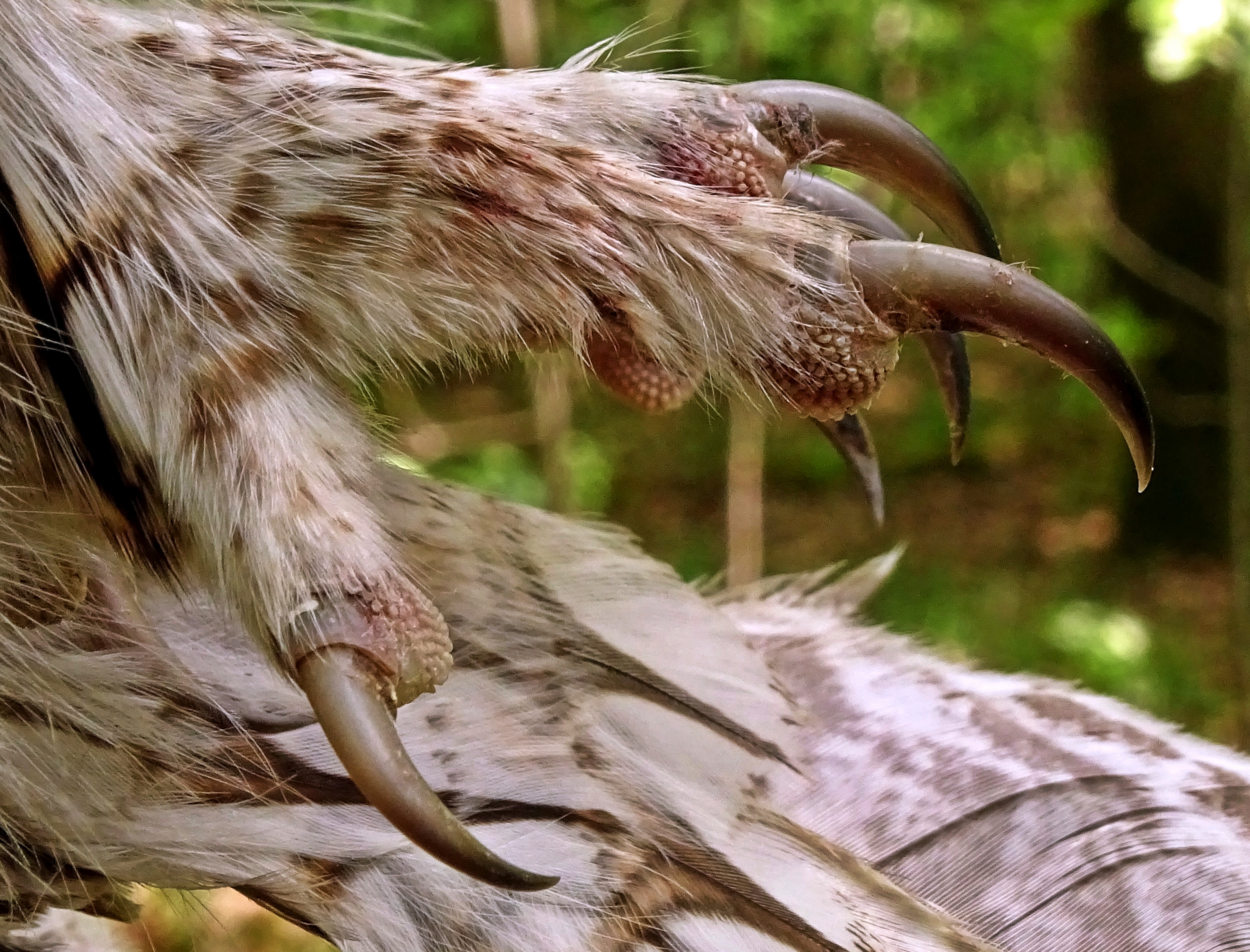
Мощные когти серой неясыти
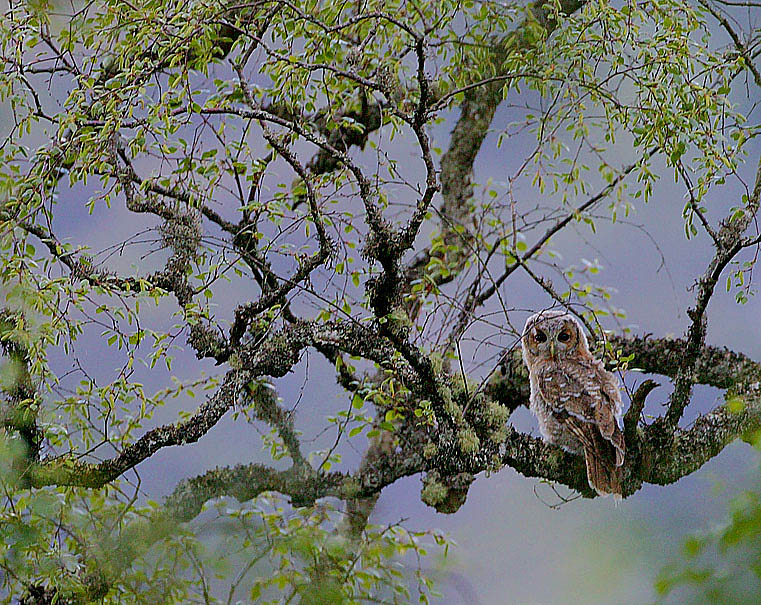
Серая неясыть на ветке
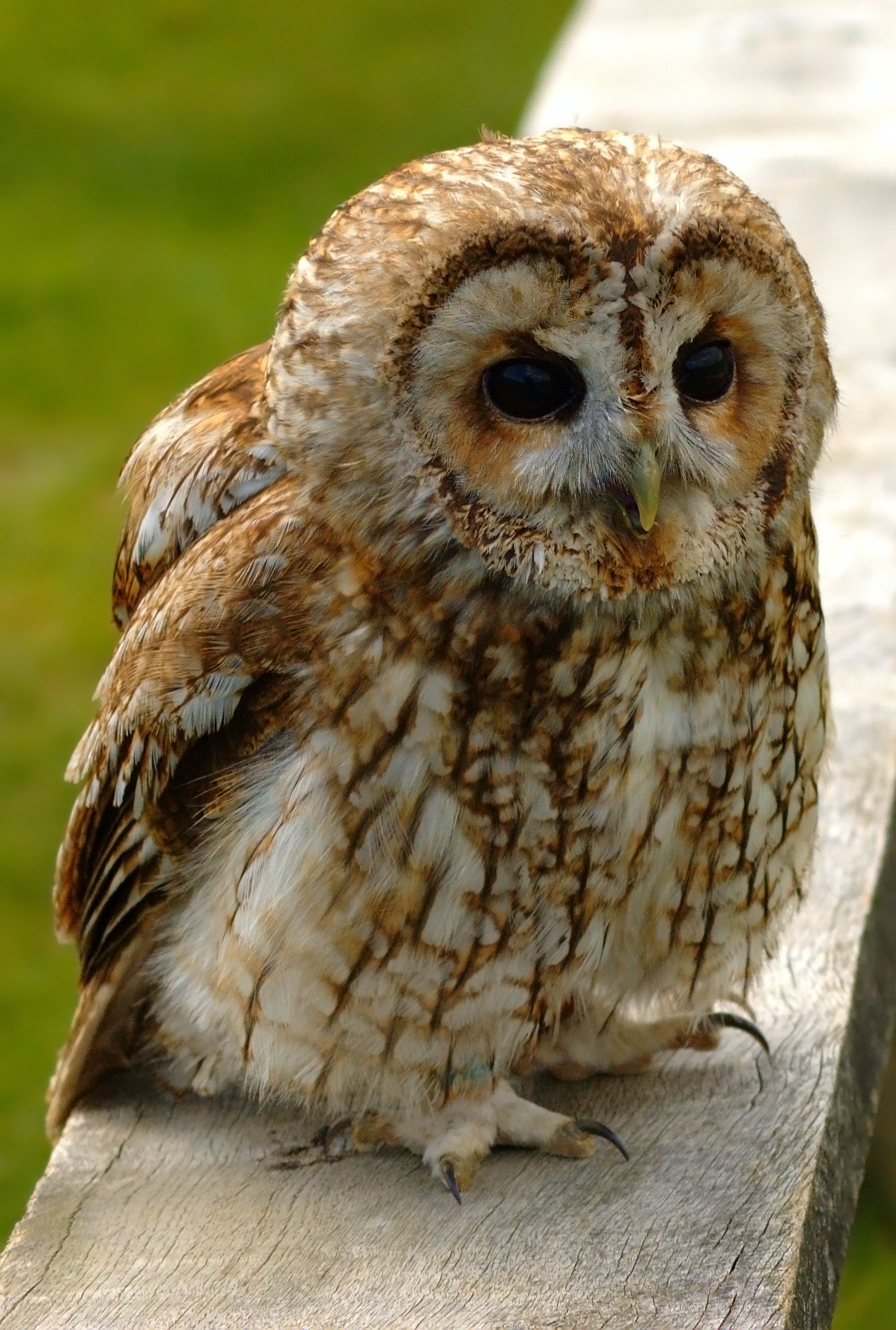
На дощечке
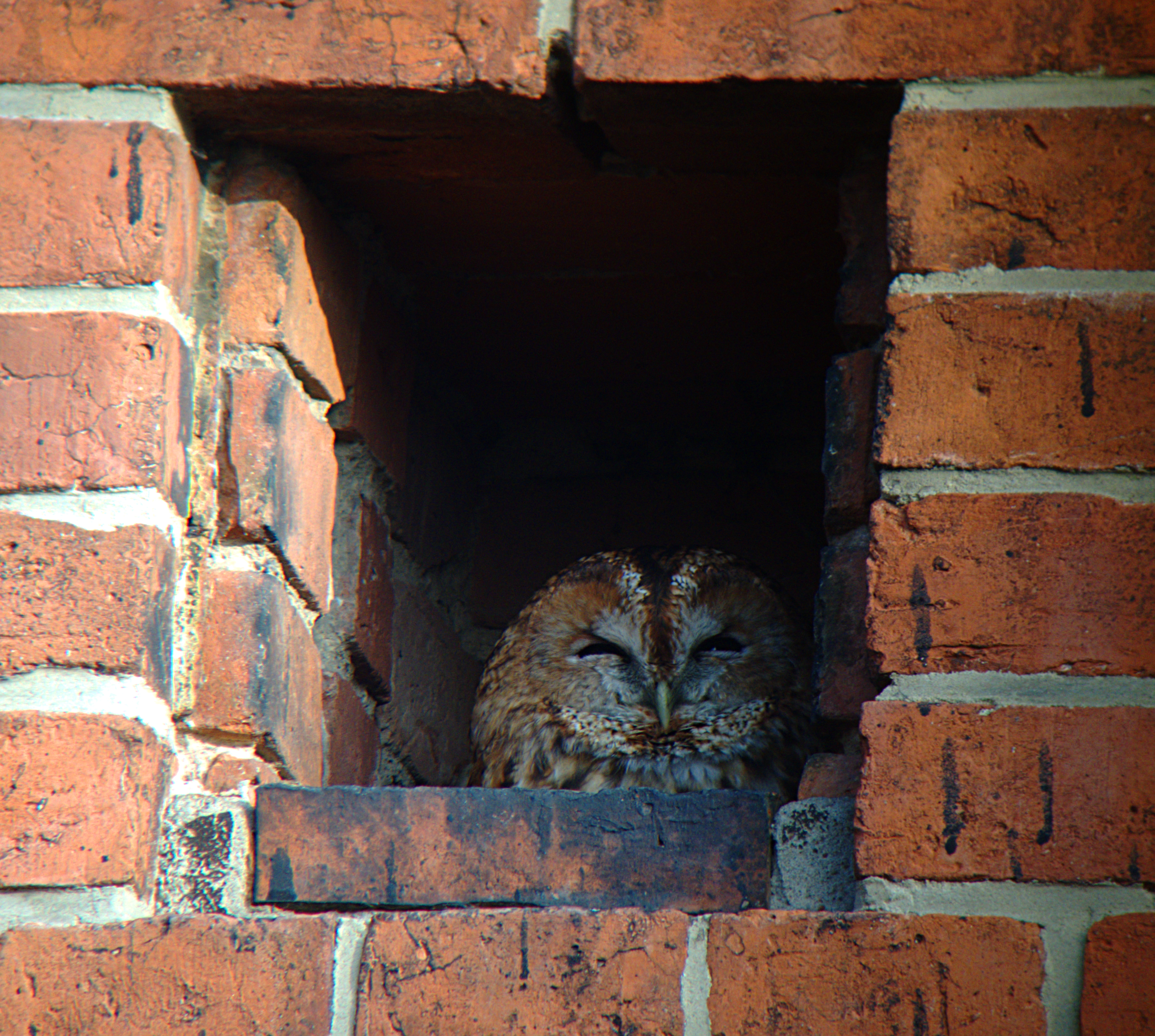
Серая неясыть в городе
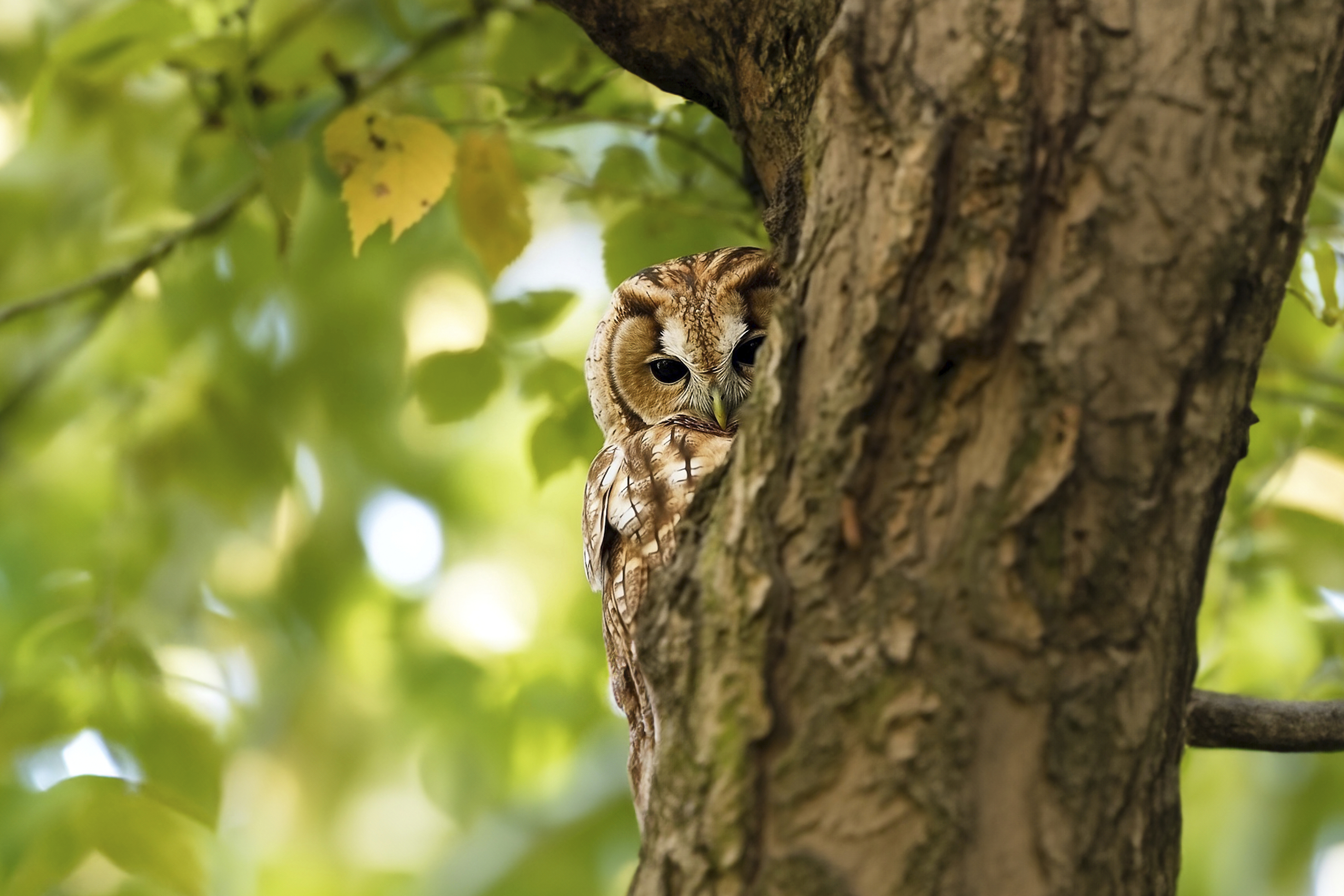
Серая неясыть прячется на дереве